# Rapporto Sasson
Il Rapporto Sasson è un rapporto ufficiale del governo israeliano pubblicato l'8 marzo 2005 che concludeva che gli organi dello Stato di Israele avevano deviato fondi per milioni di shekel per la costruzione di insediamenti e avamposti in Cisgiordania illegali secondo il diritto israeliano. Il rapporto, commissionato dal Primo Ministro Ariel Sharon, e compilato sotto la guida dell'ex capo della procura penale di Stato Talia Sasson. Talia Sasson si sarebbe poi candidata alle elezioni israeliane per il partito di sinistra di Meretz.